# Schönerlinde (Steinreich)
Schönerlinde ist ein Wohnplatz der Gemeinde Steinreich im Landkreis Dahme-Spreewald in Brandenburg.

## Geografische Lage
Der Wohnplatz liegt südwestlich der Gemeinde. Südwestlich hiervon liegt der Gemeindeteil Schöneiche, südöstlich Schäcksdorf, ein Gemeindeteil von Drahnsdorf. An Schönerlinde grenzt im Südosten das Naturschutzgebiet Wacholderschluchten Hohendorf an. Die Landstraße 711 führt nördlich von West-Ost-Richtung am Wohnplatz vorbei. Von ihr führt eine Stichstraße nach Schönerlinde.

## Geschichte
Die Siedlung wurde erstmals ohne Namen als Vorwerk im Jahr 1818 urkundlich erwähnt. Zu dieser Zeit lebten dort sechs Personen, die eine Feuerstelle (=Haushalt) betrieben. Bei Lehmann wird sie als Schönelinde geführt. Im Jahr 1840 insgesamt elf Personen in einem Wohngebäude; 1864 waren es nur noch neun Personen.